# گاکن
گاکّن (به ژاپنی: 株式会社学習研究社 Kabushiki-gaisha Gakushū Kenkyū Sha)) نام یک شرکت انتشاراتی ژاپنی است که در سال ۱۹۴۷ آغاز به کار کرده‌است.